# Massacre de Lisboa de 1506

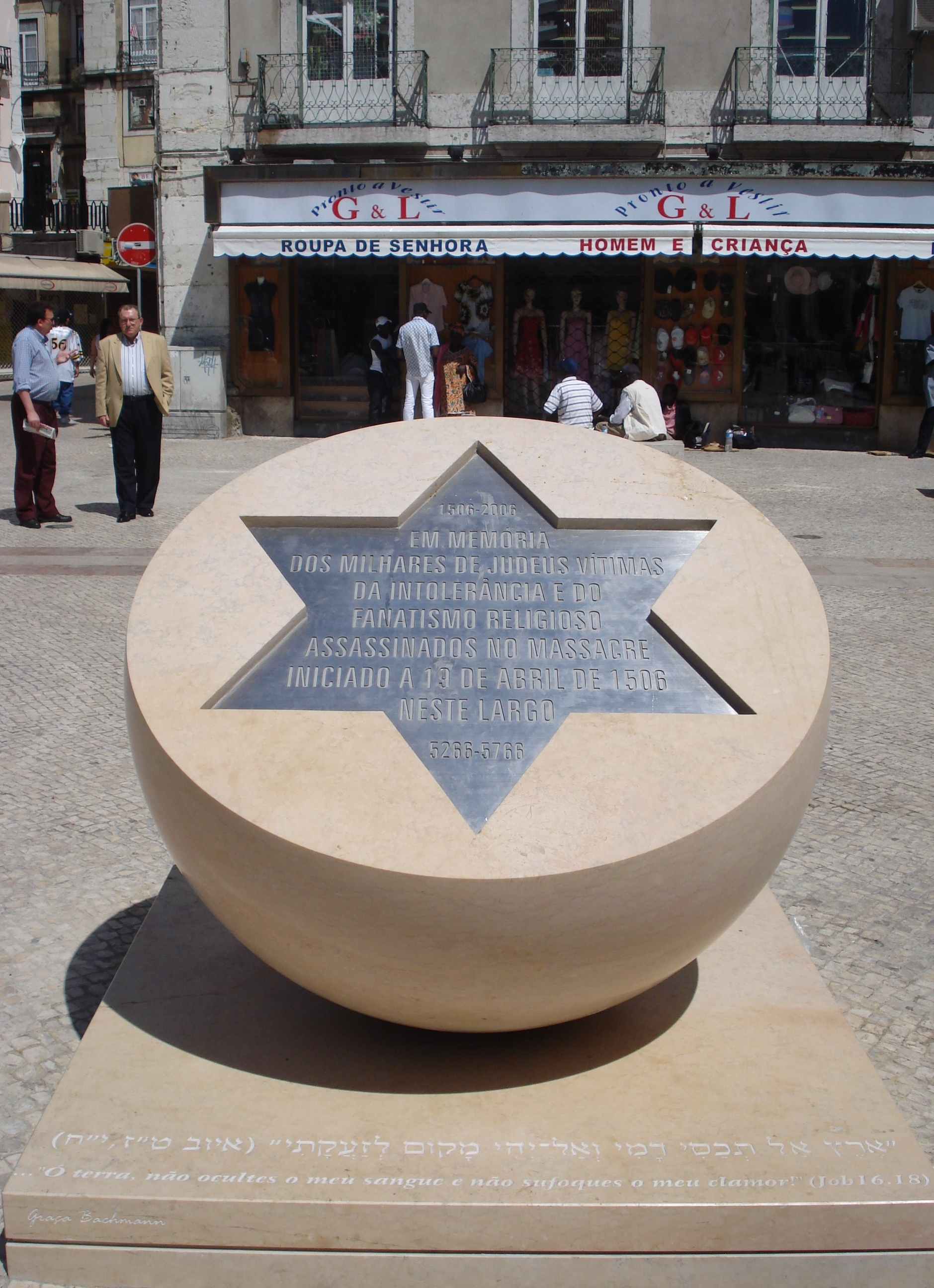
Monument d'homenatge als jueus morts en la massacre de Lisboa de 1506

Es coneix com a Massacre de Lisboa de 1506 el pogrom succeït a Lisboa per Pasqua de 1506, durant el regnat de Manuel I.
Prop de 100.000 jueus s'havien refugiat a Portugal a conseqüència del decret d'expulsió de 1492 del reis catòlics d'Aragó i Castella. Inicialment la monarquia portuguesa es va mostrar més tolerant, però ja a partir de 1497 els jueus van ser obligats a convertir-se al cristianisme. Se situa l'inici dels aldarulls el 19 d'abril de 1506 en el Convent de Sant Domènec de Lisboa, durant unes pregàries perquè s'acabés la sequera i la pesta que assolaven el país. De fet, sembla que van ser els propis frares dominicans els que van incitar els atacs massius, que van durar tres dies i que van suposar la mort d'un mínim de 1.900 jueus.
L'any 2008 es va inaugurar un monument en record de la matança en la plaça del Rossio de la ciutat.